# Phyllachorales
Phyllachorales é uma pequena ordem de fungos periteciais ascomicetes que inclui sobretudo parasitas foliares. Esta ordem carece de caracteres morfológicos confiáveis tornando díficil a colocação dos géneros . Existe controvérsia entre os micologistas sobre os limites desta ordem.

## Características
De um modo geral, os membros de Phyllachoraceae produzem um ascocarpo embebido no tecido hospedeiro, a maior parte das vezes no interior de um estroma ou sob um clipeu epidérmico. O tipo de desenvolvimento é asco-himénico.

## Génerosincertae sedis
- Cyclodomus
- Lichenochora
- Lindauella
- Maculatifrondes
- Mangrovispora
- Palmomyces
- Phycomelaina
- Uropolystigma